# GEH (statistique)
Pour les articles homonymes, voir GEH.

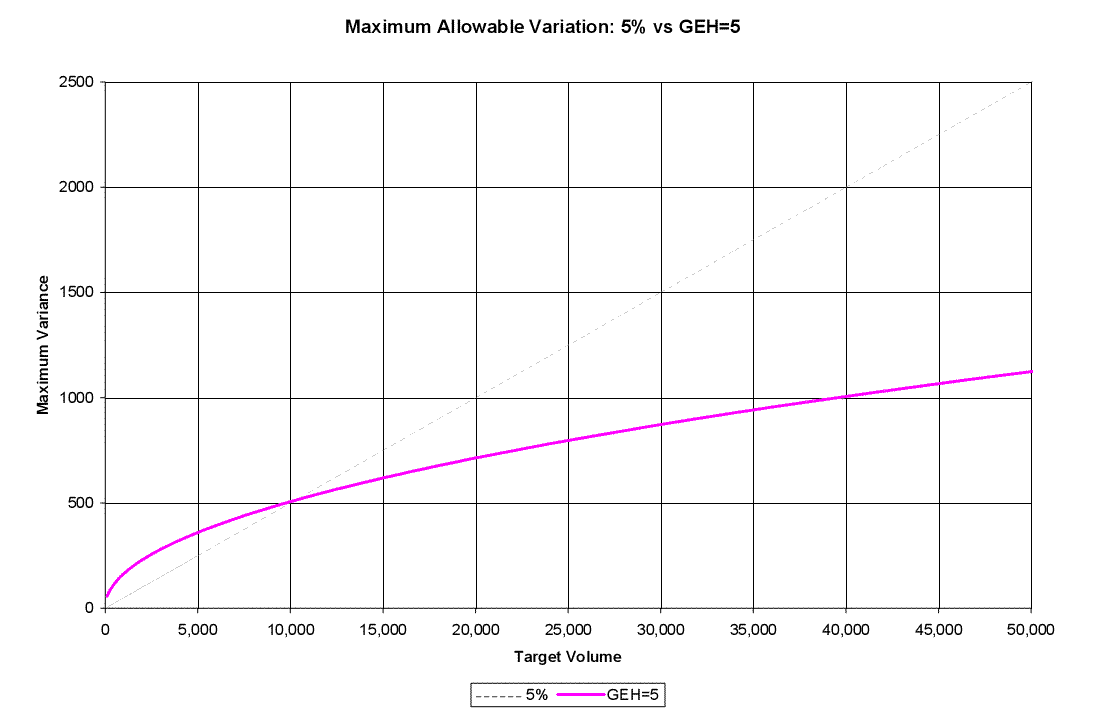
Comparaison entre la variance pour GEH=5 et une variance de 5 %.

Le GEH est une formule utilisée en ingénierie du trafic (prévisions de trafic et modélisation notamment) pour comparer deux volumes de trafic (typiquement, une série de trafics réels mesurés et une série de trafics issus d'une modélisation).

## Historique
Le GEH tire son nom de Geoffrey E. Havers, qui l'inventa dans les années 1970 alors qu'il travaillait dans la planification des transports à Londres.

## Formule
La formule du GEH est :
{\displaystyle GEH={\sqrt {\frac {2(M-C)^{2}}{M+C}}}}
Où M est le trafic horaire modélisé (ou nouvellement compté) et C est le trafic horaire réel, mesuré (ou issu d'anciens comptages).
Bien que sa formule mathématique soit similaire à un test du chi-carré, ce n'est pas une statistique à proprement parler. Il s'agit plutôt d'une formule empirique qui s'avère utile dans de nombreux cas d'analyse de trafic.

## Intérêt
L'intérêt du GEH par rapport à un simple pourcentage est de mieux comparer deux séries de trafics dont la référence peut varier sur une grande plage de valeurs. Par exemple, une autoroute peut accueillir un trafic de 5 000 véhicules par heure, tandis qu'une bretelle d'accès à cette autoroute peut n'avoir à transporter qu'un trafic de 50 véhicules par heure (dans cette situation, il est impossible d'avoir un unique pourcentage de variation acceptable pour les deux volumes). 
La non-linéarité du GEH permet de comparer, avec la même échelle, de gros écarts sur un trafic faible et de faibles écarts sur un trafic important. L'utilisation du GEH comme critère d'approbation d'un modèle de prévision de la demande de trafic est reconnue au Royaume-Uni par le Design Manual for Roads and Bridges (DMRB) de la Highways Agency, les directives de modélisation et de microsimulation du Wisconsin et les Directives de Modélisation de Trafic de Transport for London, parmi d'autres références.
Dans un scénario de base d'un projet de modélisation, un GEH inférieur à 5,0 équivaut à une bonne corrélation entre les volumes horaires modélisés et observés (les volumes étudiés sur des durées plus longues ou plus courtes doivent être convertis en équivalents horaires afin de pouvoir utiliser ces seuils). Selon le DMRB, 85 % des volumes d'un modèle de trafic doivent avoir un GEH inférieur à 5,0. Des GEH situés entre 5,0 et 10,0 justifient une recherche approfondie. Lorsque le GEH est supérieur à 10,0, il est fort probable qu'il existe un problème soit avec le modèle de demande de trafic, soit avec les données (cela peut être simplement dû à une erreur de saisie de donnée, ou de manière plus complexe à un sérieux problème de calibration du modèle).

## Applications
La formule du GEH peut être utile dans les cas suivants, :
- Comparaison des volumes de trafic issus de comptages manuels avec des volumes issus de comptages automatiques, situés aux mêmes endroits (par exemple, on utilise un compteur de trafic tube pneumatique pour vérifier les volumes totaux entrants dans une intersection et confirmer le travail de comptage directionnel manuel réalisé par des techniciens).
- Comparaison des volumes de trafic obtenus sur des comptages réalisés l'année n avec ceux réalisés l'année n-1 (ou avant) aux mêmes endroits.
- Comparaison des volumes de trafic obtenus par un modèle de prévision de la demande (pour le scénario "année de base") avec les volumes de trafic réellement observés.
- Ajustement des données de volumes de trafic recueillis à différentes périodes, afin de créer une base de données mathématiquement cohérente qui sera ensuite utilisée comme donnée d'entrée dans des modèles de prévision de la demande ou des modèles de simulation de trafic[6].